# Víctor Bonilla
Pour les articles homonymes, voir Bonilla.
 (août 2011).
Si vous disposez d'ouvrages ou d'articles de référence ou si vous connaissez des sites web de qualité traitant du thème abordé ici, merci de compléter l'article en donnant les références utiles à sa vérifiabilité et en les liant à la section « Notes et références ».
Víctor Bonilla, né le 23 janvier 1971 à Tumaco  (Colombie), est un footballeur colombien, qui évoluait au poste d'attaquant au Deportivo Cali, à la Real Sociedad, à l'UD Salamanca, au Toulouse FC, au FC Nantes, au Montpellier HSC, à Al-Rayyan SC, au Deportivo Tuluá, au Dorados de Sinaloa, à l'América Cali, au Deportes Tolima, au Barcelona Sporting Club, à l'Atlético Huila, au Deportivo Jamundí et au Deportes Quindío ainsi qu'en équipe de Colombie.
Bonilla a marqué six buts lors de ses vingt-et-une sélections avec l'équipe de Colombie entre 1997 et 2001. Il participe et à la Copa América en 1997 et en 1999 et la Gold Cup 2000 avec la Colombie.

## Biographie
Formé dans le club colombien du Deportes Palmira, il effectue un bref passage à l'Envigado FC avant de débuter en professionnel avec le Deportivo Cali en 1991.
En Europe, il se révèle en France où il dispute son premier match en Ligue 1, Toulouse FC - SC Bastia (0-1) le 29 juillet 2000. Il évolue, au sein de ce championnat dans les clubs du Toulouse FC, du FC Nantes et du Montpellier.
En 2001, la mise en liquidation du club toulousain provoque son départ et en raison de l'indemnité de 80 millions de francs demandée par le Toulouse Football Club avant la faillite, cela empêche son transfert dans des clubs tels que l'Olympique lyonnais, l'AS Monaco, le Celtic Glasgow ou le Bayern Munich[réf. nécessaire].
Il a commencé à participer aux éliminatoires de la Coupe du monde 2002 mais à cause de problèmes relationnels avec le nouveau sélectionneur, Francisco Maturana, il a pris sa retraite internationale en 2002[réf. nécessaire].
Il est retourné auprès de sa famille en Colombie pour s'occuper notamment de son école de football.
Il a pris sa retraite en octobre 2006 après l'élimination de son club du tournoi final du championnat de la Colombie.

## Carrière
- 1991-1999 :  Deportivo Cali
- 1999 :  Real Sociedad
- 2000 :  UD Salamanca
- 2000-2001 :  Toulouse FC
- 2001-2002 :  FC Nantes
- 2002-2003 :  Montpellier HSC
- 2003 :  Al-Rayyan SC
- 2003 :  Deportivo Tuluá
- 2003-2004 :  Dorados de Sinaloa
- 2004 :  América Cali
- 2005 :  Deportes Tolima
- 2006 :  Barcelona Sporting Club
- 2006 :  América Cali
- 2007 :  Atlético Huila
- 2008 :  Deportivo Jamundí
- 2009-2010 :  Deportes Quindío
- 2010 :  Deportivo Tuluá[1]

## Palmarès

### En équipe nationale
- 21 sélections et 6 buts avec l'équipe de Colombie entre 1997 et 2002
- Finaliste de la Gold Cup 2000
- Quart-de-finaliste de la Copa América 1997 et de la Copa América 1999

### Avec le Deportivo Cali
- Vainqueur du Championnat de Colombie de football en 1996 et 1998
- Finaliste de la Copa Libertadores en 1999
- Finaliste de la Copa Merconorte en 1998

### Distinctions personnelles
- Meilleur buteur de la Copa Libertadores en 1999
- Meilleur buteur du Championnat de Colombie de football en 1998